# Amigowiec
Amigowiec – miesięcznik wydawany w Bydgoszczy w latach 1990–1995. Było to pierwsze w Polsce czasopismo w całości poświęcone komputerom Amiga od przedsiębiorstwa Commodore. Opublikowano 48 numerów. 
Pierwsze wydanie Amigowca pojawiło się we wrześniu 1990 r. W sześciostronicowym numerze twórcy obiecali comiesięczne losowania gier oraz możliwość dodawania ogłoszeń. Pierwszy numer można było kupić na giełdzie w Bydgoszczy oraz w warszawskim Klubie Komputerowym w Stodole. 

## Rozwój czasopisma
Redakcja skupiała się na aktualnościach ze świata komputerów, opisach oprogramowania oraz poradach. Poza tym organizowane były konkursy dla czytelników.
Początkowo czasopismo było czarno-białe, ale z czasem zaczęto dodawać coraz więcej zdjęć. W 1994 r. Amigowiec zmienił szatę graficzną i papier, stając się pismem w całości kolorowym: liczbę stron w kolorze zwiększono z 16 do 80. 
W Amigowcu w 1992 r. początek miało inne czasopismo – Świat Gier Komputerowych. Numer zerowy ŚGK dodano do Amigowca w formie ośmiostronicowego dodatku. 

## Zakończenie działalności
Ostatni, 48. numer Amigowca wydano w kwietniu 1995 r. – rok po bankructwie firmy Commodore. Wśród powodów zawieszenia redaktor naczelny Tomasz Kokoszczyński wymienił nierentowność miesięcznika, rosnący kurs marki oraz niepewne losy komputerów Amiga. 